# Mejna grofija Avstrija

Mejna grofija Avstrija (nemško Markgrafschaft Österreich) je bila srednjeveška mejna marka ali krajina, okoli reke  Donave, med njenim pritokom reko Anižo in Dunajskim gozdom (Wienerwald), v okviru sedanjega območja sodobne Avstrijske dežele Zgornja Avstrija in Spodnja Avstrija. Mejna grofija je obstajala od ok. 972 do 1156.
Utemeljena je bila na predhodnih mejnih strukturah, ki so bile prvotno oblikovane za obrambo vzhodnih Bavarskih meja pred Avari, ki so bili premagani in pokorjeni v času vladavine Karla Velikega (leta 814). Ves čas Frankovskega obdobja je bilo območje pod upravo Vzhodnofrankovskih vladarjev, ki vladali na Bavarskem in imenovali obmejne poveljnike (grofe) v vzhodnih območjih.
V začetku 10. stoletja so pokrajino napadli Ogri. V bitki pri Leškem polju (955) so bili poraženi in začela se je postopna nemška rekonkvista regije. Do leta 972 so bile na novo zavzete mejne regije ob reki Donavi reorganizirane v mejno grofijo, ki je postala znana kot Bavarska vzhodna marka (latinsko marcha orientalis) ali Ostarrichi ( nemško Österreich). Prvi znani mejni grof je bil Burkhard, ki se v virih omenja od leta 972.
Od leta 976 so jo upravljali mejni grofje iz frankovske plemiške hiše Babenberžanov. Mejna grofija je varovala vzhodne meje Svetega rimskega cesarstva proti sosednji Ogrski. Postala je samostojna cesarska država, ko so bili avstrijski mejni grofje leta 1156 povzdignjeni v avstrijske vojvode.

## Ime
V takratnih latinskih virih je bila ta upravne enota imenovana: marcha orientalis ("vzhodna marka"), marchia Austriae, ali Austrie marchionibus. V stari visoki nemščini se je ime Ostarrîchi prvič pojavilo v znamenitih listinah o donaciji, ki jih je izdal cesar Oton III. v Bruchsal v novembru leta 996. Fraza regione vulgari vocabulo Ostarrîchi, kar pomeni "območje običajno imenovano Ostarrîchi", se verjetno nanaša le na neke posesti okoli dvora Neuhofen an der Ybbs; vendar kakorkoli je izraz Ostarrîchi jezikovni prednik nemškega  imena za Avstrijo, Österreich.
Kasneje so marko imenovali tudi kot Mejna grofija Avstrija (nemško Markgrafschaft Österreich) ali  Bavarska vzhodna marka (Bayerische Ostmark, druga beseda je prevod v nemščino marcha orientalis, čeprav ni znan primer uporabe v povezavi z Avstrijo pred 19. stoletjem). Bavarsko označevanje je uporabljeno v zgodovinopisju z namenom ločevanja od Saške vzhodne marke (Sächsische Ostmark) na severovzhodu. 

## Geografija
Ozemlje marke je sestavljalo pokrajino severno in južno od reke Donave. Na zahodu je mejo tvoril pritok Donave reka Aniža (Enns), ki je mejilo z okrožjem Traungau izvorne vojvodine Bavarske. Vzhodna meja je potekala v Panonski kotlini po madžarskem poselitvenem območju  ob Moravski marki in po reki Leitha, z mejnim ozemljem Gyepű (sedanje območje Gradiščanske (Burgenland)a. Na severu je marka mejila na Vojvodino Češko pod vladavino Přemyslidov, med tem ko je pokrajina na jugu pripadala Karantanskim vojvodam, ki so bili na novo ustoličeni leta 976. Zgodnje ozemlje marke je sovpadalo z današnjo regijo Zgornje Avstrije. 

Prvotni sedež Babenberžanov v marki je bil verjetno v Pöchlarn na nekdanjem Rimskem limesu, ali pa morda že v Melku, kjer so bili vladarji nastanjeni kasneje. Začetna marka je sovpadala s sedanjim Wachau-om, vendar je bilo kmalu razširjeno proti vzhodu vse do Wienerwalda. Pod vladavino mejnega grofa Ernesta Hrabrega (1055–1075), se je pričela kolonizacija severnega dela Waldviertela do reke Thaya in češke Moravske marke. Kmalu je bila Avstriji priključena še Ogrska marka. Sedež mejne grofije je bil pred 1145  premaknjen nižje ob Donavi v Klosterneuburg, vse dokler ni postal sedež Dunaj. Babenberžani so imeli obrambni sistem večjega števila gradov, zgrajenih v pogorju Wienerwald in ob reki Donavi okoli Greifensteina. Okoliško območje so kolonizirali in pokristjanili bavarski škofje iz  Passava, s cerkvenim centrom v Benedictinskem samostanu v Sankt Pölten, pri  Avguštinskem somostanu Klosterneuburg  in  Samostanu Heiligenkreuz.
Zgodnjo mejno grofijo je poseljevala mešanica slovanskih in avtohtonih romansko-germanskih ljudstev, ki so očitno govorila retoromanske jezike, katerih ostanki so še danes v delih severne Italije (furlanski in ladinski) in v Švici (retoromanski). V avstrijskih Alpah so nekatere doline obdržale slovanske govorce do 14. stoletja, retoromanske govorce pa do 17. stoletja.

## Zgodovina

### Ozadje
Prve marke, ki so pokrivale približno ozemlje, ki sta kasneje postali Avstrija in Slovenija, sta bili Avarska marka in sosednja marka Karantanija (kasnejša Koroška marka) na jugu. Obe je v poznem 8. stoletju ustanovil Karel Veliki ob vključitvi ozemlja bavarskih vojvod Agilolfing pred vpadi Avarov. Ko so Avari leta 820 izginili, so jih večinoma nadomestili Zahodni Slovani, ki so se tukaj naselili v državi Velika Moravska. Panonska marka je bila leta 828 ločena od Furlanske vojvodine in ustanovljena kot pohod proti Moravski znotraj vzhodnofrankovske regnum Bavarske. Te marke, imenovane marcha orientalis, je ustrezala meji vzdolž Donave od Traungaua do Szombathely in reke Rába  vključno z dunajsko kotlino. Do leta 890 je izginila Panonska marka, skupaj z grožnjo Velike Moravske, med ogrskimi vpadi v Evropo. Po porazu mejnega grofa Luitpolda Bavarskega v bitki pri Pressburgu leta 907 so bile vse vzhodnofrankovske dežele onstran reke Enns izgubljene.

### Mejna grofija
Leta 955 je nemški kralj Oton I. z zmago v bitki pri Lechfeldu leta 955 začel ponovno osvajanje. Nejasnost obdobja od okoli leta 900 do leta 976 navaja nekatere na domnevo, da je obstajala panonska ali avstrijska marka proti Madžarom, poleg drugih mark, ki so bile leta 952 vključene v Bavarsko ( Kranjska, Koroška, Istra in Verona ). Velik del Panonije pa so vseeno osvojili Ogri. Oton I. je novo vzhodno marko (marcha orientalis) vzpostavil in do leta 972 imenoval Burcharda za mejnega grofa. Leta 976 je med splošnim prestrukturiranjem Bavarske po vstaji vojvode Henrika II. Prepirljivca Otonov sin in naslednik cesar Oton II. odstavil Burcharda in v zameno za podporo na njegovo mesto imenoval babenberškega grofa Leopolda Slavnega iz rodu Babenberžanov.
Mejna grofija Avstrija je dosegla največji razcvet pod Leopoldom III., velikim prijateljem cerkve in ustanoviteljem opatij. Bil je pokrovitelj mest in razvil veliko stopnjo ozemeljske neodvisnosti. Leta 1139 je Leopold IV podedoval Bavarsko. Ko je bil njegovemu nasledniku, zadnjemu mejnemu grofu Henriku Jasomirgottu leta 1156 odvzeta Bavarska, je cesar Friderik Barbarossa  Avstrijo s Privilegium Minus povzdignil v vojvodino, neodvisno od Bavarske. Od leta 1192 so Babenberžani vladali tudi sosednji vojvodini Štajerski. Linija je izumrla s smrtjo avstrijskega vojvode Friderika II. v bitki pri reki Leitha leta 1246. Dediščino je dokončno uveljavil nemški kralj Rudolf Habsburški proti češkemu kralju Otokarju II. v bitki na Moravskem polju leta 1278.